# Leo Jun Ikenaga
Leo Jun Ikenaga SJ (japonêsレオ池長潤, Reo Ikenaga Jun; nascido em 11 de março de 1937 em Kobe) é um clérigo japonês e arcebispo emérito de Osaka.
Leo Jun Ikenaga ingressou na ordem jesuíta e foi ordenado sacerdote em 20 de março de 1968.
O Papa João Paulo II o nomeou Arcebispo Coadjutor de Osaka em 2 de novembro de 1995. A consagração episcopal doou-lhe o Arcebispo de Osaka, Paul Hisao Yasuda, em 20 de março do ano seguinte; Os co-consagradores foram Joseph Satoshi Fukahori, Bispo de Takamatsu, e Raymond Ken'ichi Tanaka, Bispo de Kyoto.
Após a aposentadoria de Paul Hisao Yasuda, sucedeu-o como Arcebispo de Osaka em 10 de maio de 1997 e foi empossado em 22 de junho do mesmo ano.
Em 20 de agosto de 2014, o Papa Francisco aceitou sua aposentadoria por idade.